# Cynthia Van Hulle
Cynthia Van Hulle (1956) is een Belgische econome, bestuurster en hoogleraar aan de Katholieke Universiteit Leuven.

## Levensloop
Cynthia Van Hulle studeerde financiële economie aan de Vlaamse Ekonomische Hogeschool in Brussel, promoveerde tot doctor in de toegepaste economische wetenschappen aan de Katholieke Universiteit Leuven en was postdoc research fellow aan de Yale-universiteit en de Universiteit van Chicago in de Verenigde Staten.
Ze is hoogleraar Financiën aan de KU Leuven en doceert ook aan de Vlerick Business School. Ze was gastprofessor aan de Columbia Business School in de Verenigde Staten en bekleedde tijdens het academiejaar 2009-10 de Francqui-leerstoel aan de Universiteit Gent.
Van Hulle zetelt in verschillende commissies binnen de KU Leuven en is bestuurster van bank- en verzekeringsgroep Argenta, koffieservicegroep Miko en vastgoedbedrijf Warehouses De Pauw (sinds 2015). Ze was tevens voorzitter van KBC Ancora en bestuurster van Finindus, Gimvindus en Werfinvest.
Sinds 2014 is ze lid van de klasse Menswetenschappen van de Koninklijke Vlaamse Academie van België voor Wetenschappen en Kunsten.